# 1016 w polityce

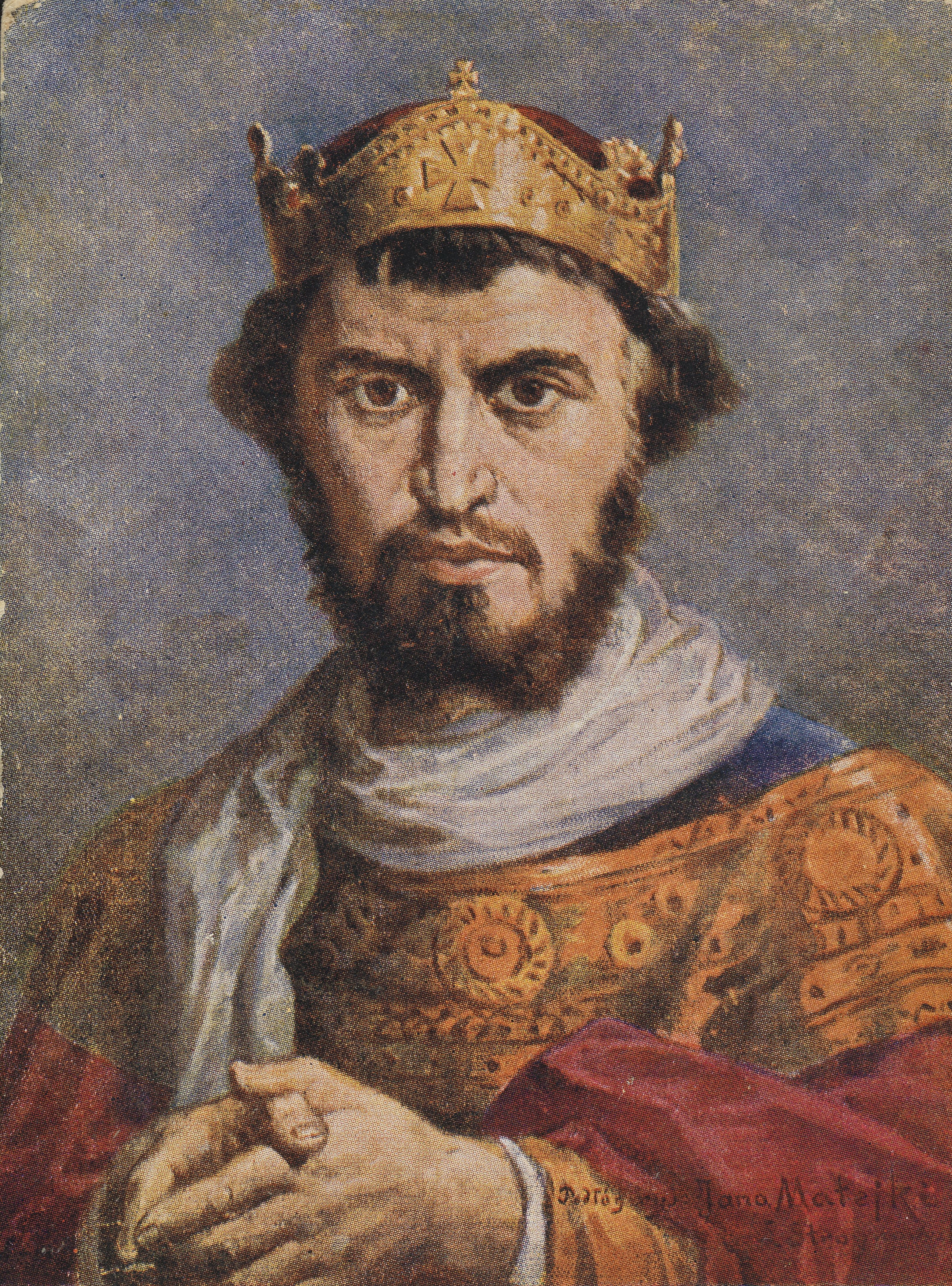
Kazimierz Odnowiciel

Wydarzenia polityczne w 1016 roku.

## Wydarzenia
- czerwiec - Duńczycy pokonali pospolite ruszenie Anglosasów w dwudniowej bitwie pod Sherston[1].
- 18 października - Duńczycy dowodzeni przez Kanuta Wielkiego rozbili dowodzonych przez Edmunda II Żelaznobokiego Anglosasów w decydującej bitwie pod Assandun[1].
- Knut Wielki[2] zostaje królem Anglii[3].
- Cesarz Japonii Sanjō abdykuje[4].

## Urodzili się
- 25 lipca Kazimierz I Odnowiciel, książę Polski, syn Mieszka II Lamberta i Rychezy Lotaryńskiej (zm. 1058)[5].

## Zmarli
- 23 kwietnia Ethelred II Bezradny, król Anglii[6].
- 30 listopada Edmund II Żelaznoboki, król Anglii[7][8].